# Herbert Kienzler
Herbert Kienzler (* in Furtwangen) ist emeritierter Professor an der Hochschule Kehl und war dort zeitweilig Prodekan der Fakultät Rechts- und Kommunalwissenschaften.

## Leben
Kienzler studierte Rechtswissenschaften an der Albert-Ludwigs-Universität Freiburg. Nach Tätigkeiten am Finanzamt Konstanz sowie der Oberfinanzdirektion Freiburg im Breisgau wurde Kienzler 1983 an die Hochschule Kehl berufen, wo er bis 2011 lehrte.

## Schriften (Auswahl)
- Herbert Kienzler: (Co-Autor): Beamtenrecht Baden-Württemberg. Nomos, Baden-Baden 2014, ISBN 978-3-8329-7008-6
- Herbert Kienzler: Beamtenrecht in Baden-Württemberg. Kohlhammer, Stuttgart 1994, ISBN 3-17-010378-4
- Herbert Kienzler: Praktische Prozesshilfe – der Arbeitsgerichtsprozess. Haufe, Freiburg 1984, ISBN 3-448-01479-6